# Courtauld Gallery
La Courtauld Gallery es un museo de arte radicado en la Somerset House, en el Strand, en el centro de Londres. Alberga la colección de arte del Courtauld Institute of Art, un College autogobernado de la Universidad de Londres , especializado en el estudio de la historia del arte. 
La colección Courtauld se formó en gran parte a través de donaciones y legados e incluye pinturas, dibujos, esculturas y otras obras de la época medieval a la moderna; es particularmente conocida por sus pinturas impresionistas y postimpresionistas francesas. 
En total, la colección contiene unas 530 pinturas y más de 26 000 dibujos e impresiones. El Director de la Galería Courtauld es Ernst Vegelin.

## Historia

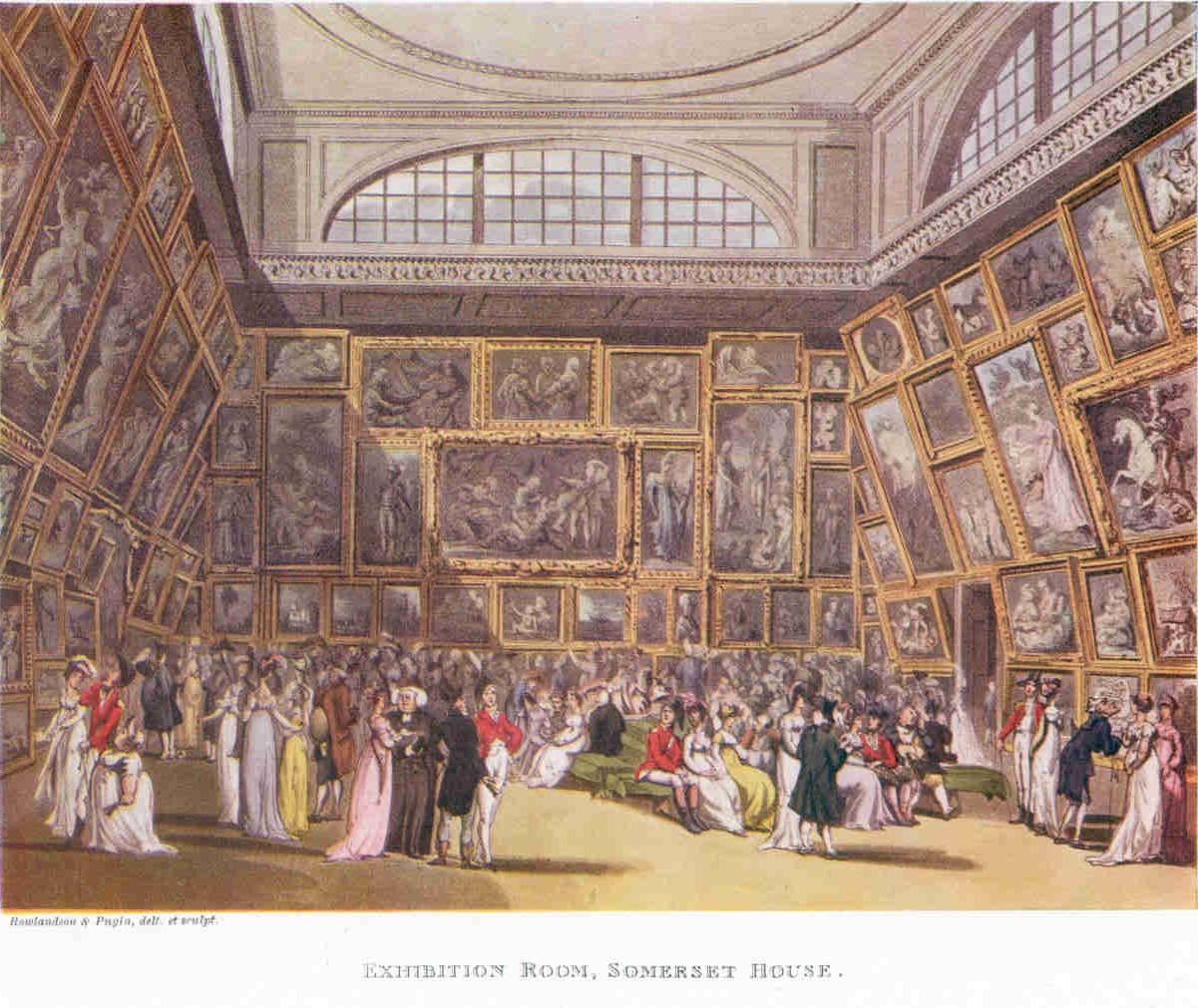
Sala de Exposiciones, en Somerset House, mostrando una sala que ahora forma parte de la Courtauld Gallery

El Courtauld Institute fue fundado en 1932 a través de los esfuerzos filantrópicos del industrial y coleccionista de arte Samuel Courtauld, el diplomático y coleccionista Lord Lee of Fareham y el historiador de arte Sir Robert Witt.

La colección de arte en el Courtauld fue comenzada por Samuel Courtauld, quien en el mismo año presentó una extensa colección de pinturas, principalmente obras impresionistas francesas y post-impresionistas. Hizo más regalos más tarde en la década de 1930 y un legado en 1948.

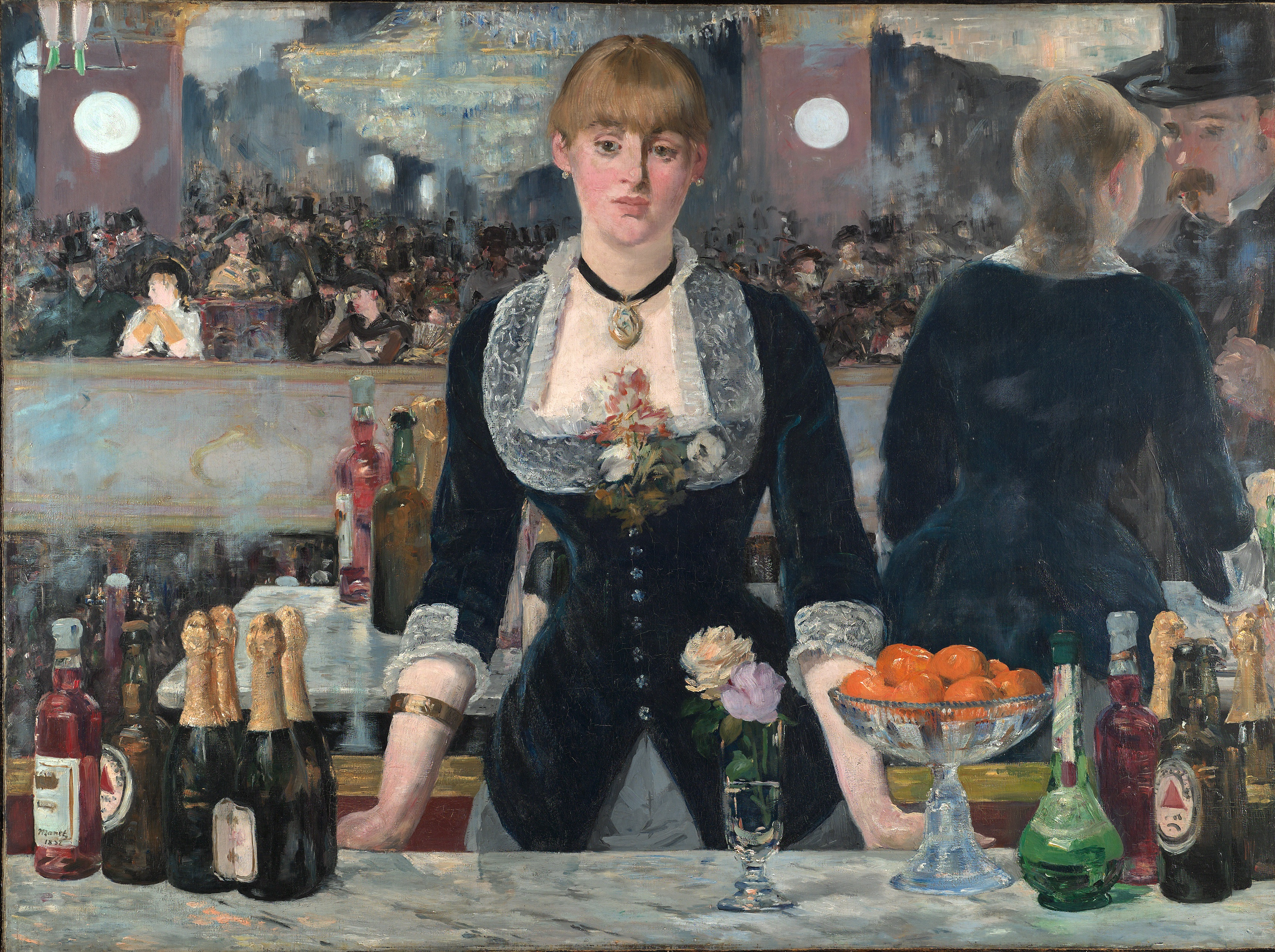
Un bar en el Folies-Bergère (1882) de Édouard Manet

Su colección incluye obras de Manet, Un bar en el Folies-Bergère y una versión del Déjeuner sur l'Herbe, de Renoir, La Loge, paisajes de Claude Monet y Camille Pissarro, una escena de ballet de Edgar Degas, y un grupo de las ocho principales obras de Cézanne. Otros cuadros de Vincent van Gogh como Autorretrato con la Oreja Vendada y Flores de Durazno en la Crau, de Gauguin, Nevermore y Te Rerioa y obras importantes de Seurat, Henri "le Douanier" Rousseau, Toulouse-Lautrec y Modigliani.
Se agregaron legados adicionales después de la Segunda Guerra Mundial, sobre todo la colección de pinturas de Viejos Maestros reunidas por Lord Lee, un fundador del Instituto. Esto incluyó a Adán y Eva de Cranach y un boceto al óleo de Peter Paul Rubens de la que podría decirse que es su obra maestra, el Retablo del Descendimiento en la Catedral de Amberes.
Sir Robert Witt, también fundador del Courtauld Institute, fue un excelente benefactor y legó su importante colección de Old Master y dibujos británicos en 1952. Su legado incluyó 20.000 copias y más de 3.000 dibujos. Su hijo, Sir John Witt, más tarde dio más acuarelas y dibujos ingleses a la Galería.
En 1958, Pamela Diamand, hija de Roger Fry (1866-1934), eminente crítico de arte y fundador de Omega Workshops, donó su colección de arte del siglo XX, que incluye obras de los artistas del Círculo de Bloomsbury, Vanessa Bell y Duncan Grant.
En 1966, Mark Gambier-Parry, hijo del mayor Ernest Gambier-Parry, legó la diversa colección de arte formada por su abuelo, Thomas Gambier Parry, que abarcó desde la pintura del Renacimiento italiano inicial hasta la mayólica, esmaltes medievales y tallas de marfil y otros tipos de arte.
El Dr. William Wycliffe Spooner (1882-1967) y su esposa Mercie añadido a la colección de la Galería de acuarelas inglesas, en 1967, un legado de obras de John Constable, John Sell Cotman, Alexander y John Robert Cozens, Thomas Gainsborough, Thomas Girtin, Samuel Palmer, Thomas Rowlandson, Paul Sandby, Francis Towne, J. M. W. Turner, Peter De Wint y otros.
En 1974 se presentó un grupo de trece acuarelas de Turner en memoria de Sir Stephen Courtauld, famoso por restaurar el Palacio de Eltham, y el hermano de Samuel Courtauld, uno de los fundadores del Instituto.
En 1978 el Courtauld recibió la Colección de pinturas de Antiguos maestros y dibujos formada por el Conde Antoine Seilern. La colección rivaliza con la de Samuel Courtauld en importancia. Incluye pinturas de Bernardo Daddi, Robert Campin, Bruegel, Quentin Matsys, Van Dyck y Tiepolo, pero es más fuerte en las obras de Rubens. La donación incluyó también un grupo de obras de Pissarro, Edgar Degas, Pierre-Auguste Renoir y Oskar Kokoschka.
Más recientemente, las colecciones de Lillian Browse y Alastair Hunter le han dado al Courtauld más pinturas, dibujos y esculturas de finales del siglo XIX y del siglo XX.
Una colección de más de 50 acuarelas británicas, incluidas ocho de Turner, fue dejada en la Galería por Dorothy Scharf en 2004.

## Ubicación

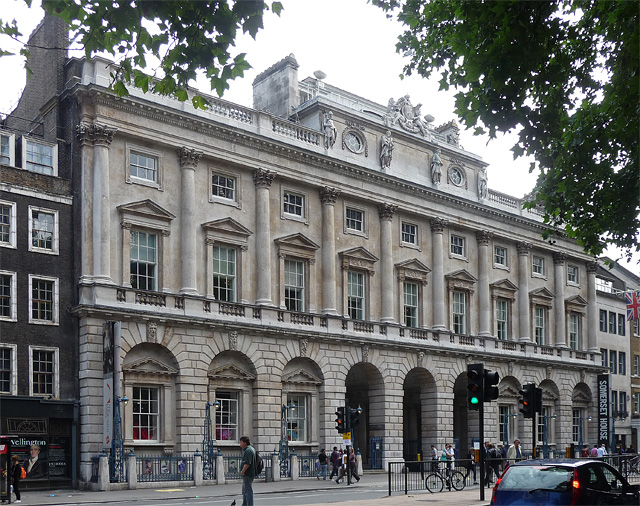
Somerset House, diseñada por William Chambers de 1775 a 1780, la sede de la Courtauld Institute y la Courtauld Gallery desde 1989

El edificio de Somerset House, diseñado por William Chambers desde 1775 hasta 1780, es la sede del Courtauld Institute y la Courtauld Gallery desde 1989
La Galería Courtauld está abierta al público desde 1989 y se ha alojado, junto con el Courtauld Institute, en el bloque norte de la Somerset House, en las salas diseñadas y diseñadas expresamente por Sir William Chambers para las sociedades eruditas, a saber, la Royal Academy (de la que Chambers era el primer Tesorero), la Royal Society y la Society of Antiquaries.
La Real Academia los ocupó desde su finalización en 1780 hasta que se trasladó al nuevo edificio de la Galería Nacional en Trafalgar Square en 1837. Inscrita sobre la entrada de la Gran Sala, en la que se celebró la exposición anual de verano de la Real Academia, se encuentra la formidable inscripción ΟΥΔΕΙΣ ΑΜΟΥΣΟΣ ΕΙΣΙΤΩ ("No permitas que ningún extraño a las Musas entre" en griego antiguo).
De 1958 a 1989, la colección Courtauld se alojó en una parte de las instalaciones del Instituto Warburg en Woburn Square; por lo tanto, separada del Courtauld Institute, que estaba en Home House, Portman Square.

## Aspectos destacados de la colección

### Pinturas
Escuela Holandesa
- Vincent Van Gogh – 2 pinturas;

Antiguos Flamencos

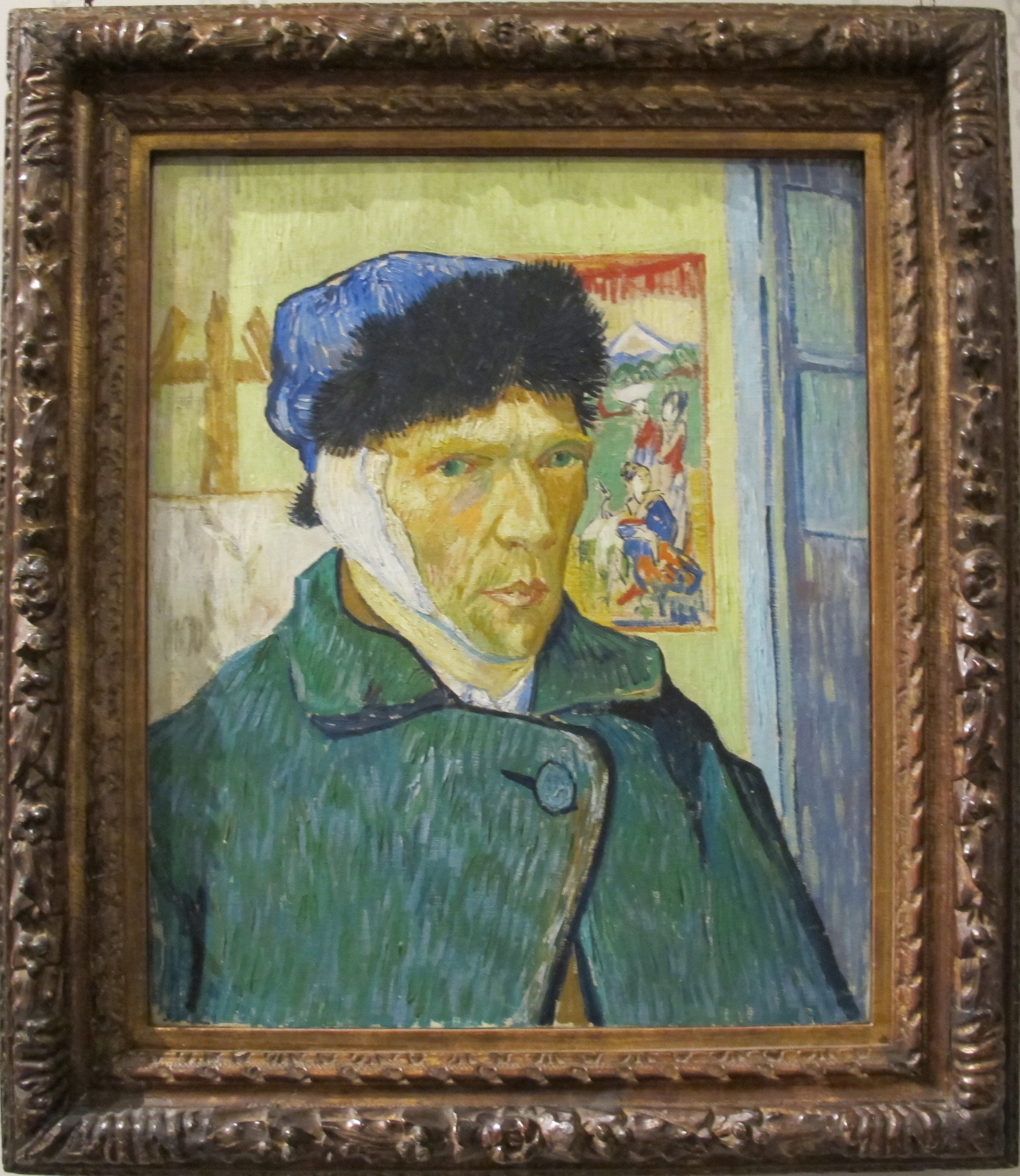
Vincent van Gogh, autorretrato con la oreja vendada; óleo sobre lienzo; Arlés, de enero de 1889

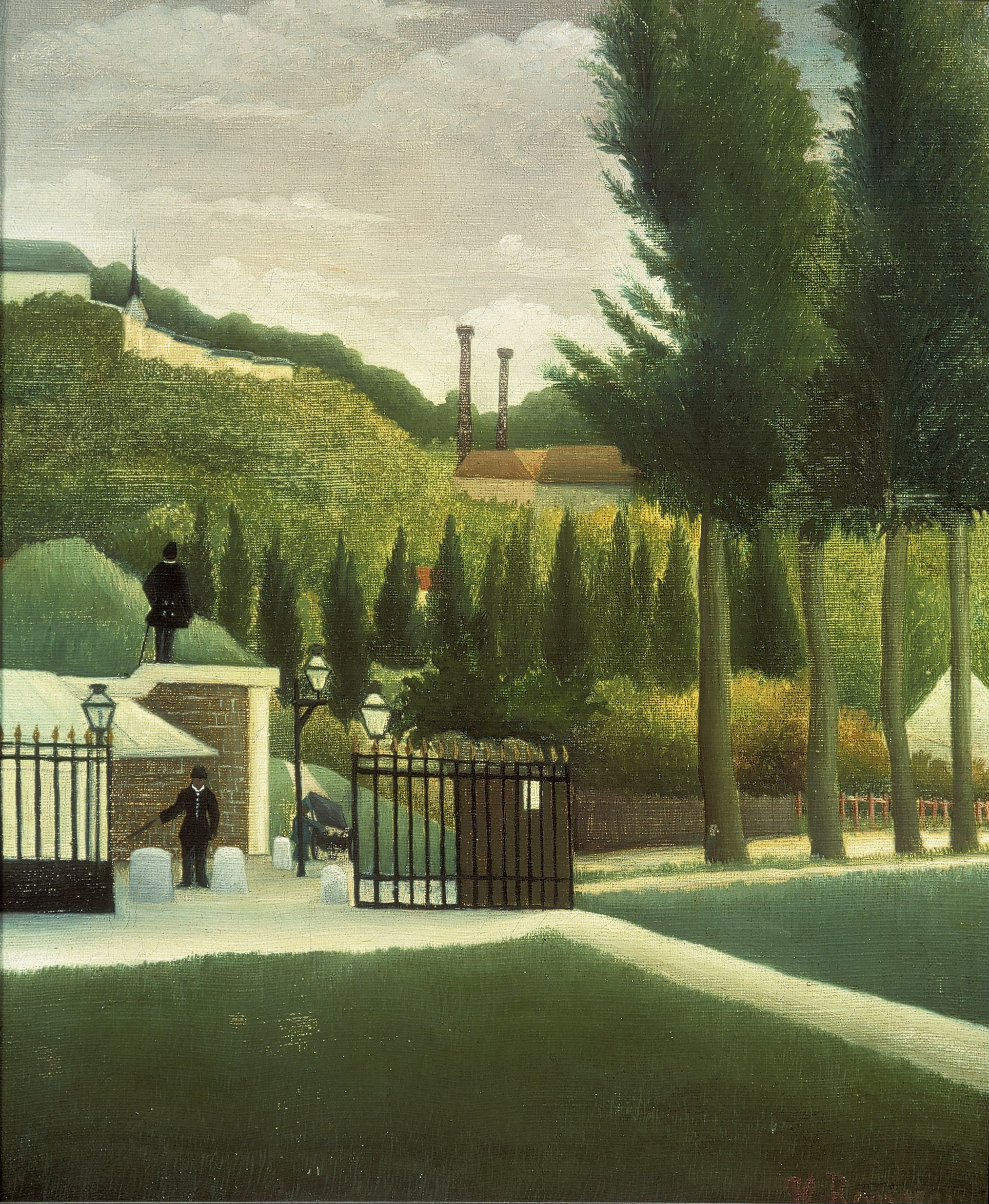
Los servicios de Aduanas, c. 1890; por Henri Rousseau

- Robert Campin (o Maestro de Flemalle), el Tríptico Seilern
- Quentin Matsys – 2 pinturas;

Escuela Inglesa
- William Beechey – 2 pinturas;
- Thomas Gainsborough – 2 pinturas;
- Peter Lely – 3 pinturas;

Escuela Flamenca
- Anthony van Dyck – 5 pinturas;
- Pieter Bruegel el Viejo – 2 cuadros, muchos dibujos;
- Peter Paul Rubens – 29 pinturas;
- David Teniers el Joven – 10 pinturas;

Escuela Francesa
- Paul Cézanne – 12 pinturas;
- Edgar Degas – 6 pinturas;
- Paul Gauguin – 3 pinturas;
- Claude Lorrain – 1 pintura;
- Édouard Manet – 4 pinturas;
- Claude Monet – 3 pinturas;
- Camille Pissarro – 4 pinturas;
- Georges-Pierre Seurat – 9 pinturas;
- Pierre-Auguste Renoir – 4 pinturas;
- Chaim Soutine – 1 pintura;

Escuela Alemana
- Lucas Cranach el Viejo – 1 pintura;

Escuela Italiana
- Fra Angelico – 4 pinturas;
- Giovanni Bellini – 1 pintura;
- Sandro Botticelli – 1 pintura;
- Bernardo Daddi – 2 pinturas;
- Lorenzo Lotto – 2 pinturas;
- Lorenzo Monaco – 2 pinturas;
- Pietro Perugino – 1 pintura;
- Giambattista Pittoni – 2 pintura;
- Pesellino – un díptico
- Giovanni Battista Tiepolo – 12 pinturas;
- Tintoretto – 2 pinturas;

Escuela Española
- Francisco de Goya – 1 pintura;

## Colección Gambier-Parry

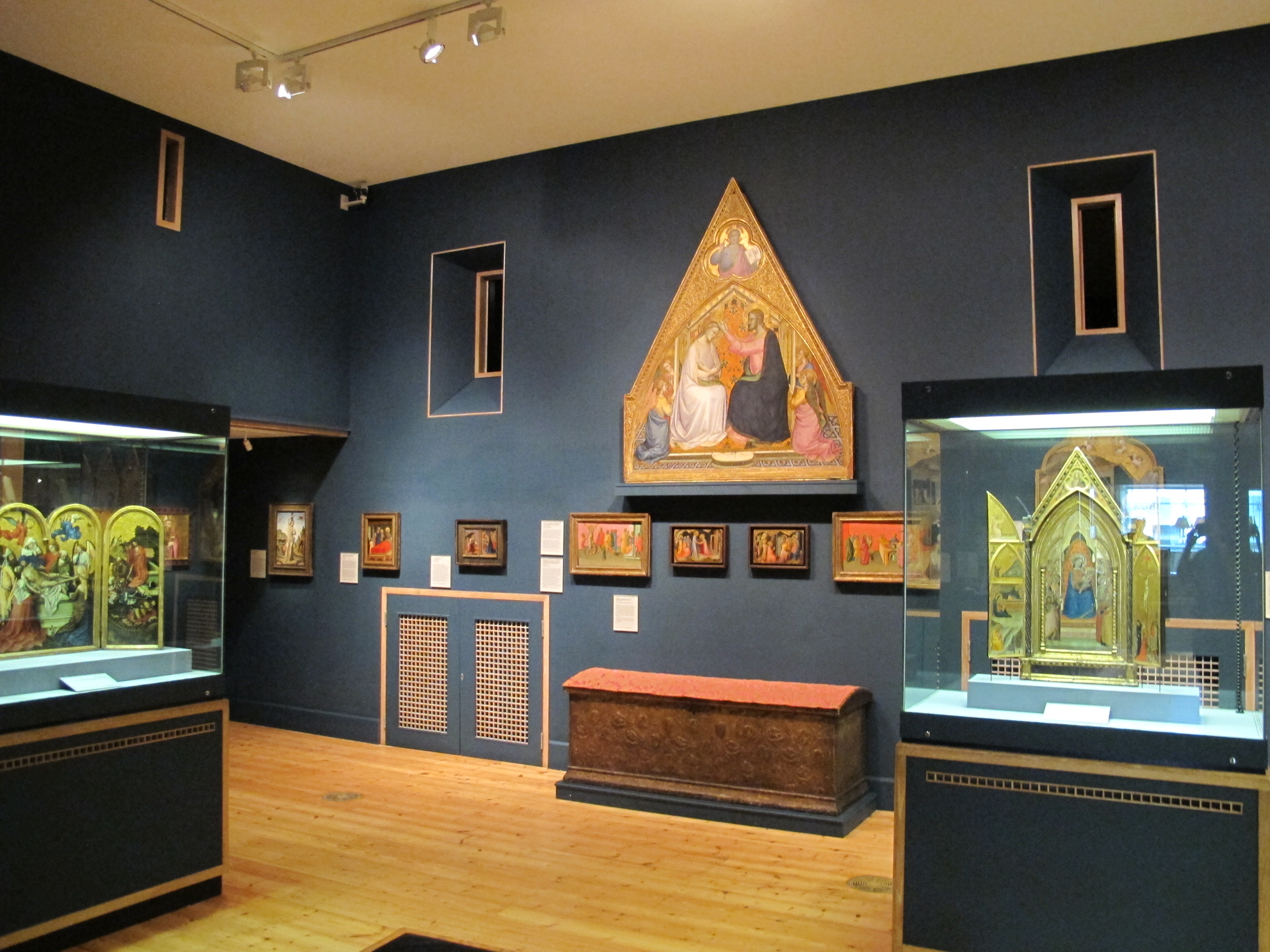
La mayoría de los artículos Gambier-Parry en exhibición en la Courtauld Gallery están en esta sala en la planta baja.

Thomas Gambier Parry (1816-1888) fue un coleccionista entusiasta y versátil durante la mayor parte de su vida adulta. Muchas de sus compras se realizaron en viajes al continente, especialmente en Italia, pero también compró en concesionarios y subastas en Inglaterra, y algunas veces vendió artículos.
Sus colecciones más importantes fueron pinturas de finales de la Edad Media y comienzos del Renacimiento, pequeños relieves esculpidos, marfiles y maiolica, pero también tuvo una importante colección temprana de metalistería islámica y una variedad de otros tipos de objetos, por ejemplo, cerámica Hispano-Morisca, vidrio y tres pequeñas cruces de madera post-bizantinas del Monte Athos elaboradamente talladas con escenas en miniatura.
El sitio web de la Galería Courtauld muestra imágenes y descripciones de 324 objetos del legado de 1966, que incluía la mayor parte de la colección.
Gambier Parry comenzó coleccionando principalmente obras de los siglos XVI y XVII, pero su enfoque se fue trasladando gradualmente a las obras de los siglos XIV y XV, todavía relativamente poco recogidas, aunque el príncipe Alberto se encontraba entre los coleccionistas británicos de "primitivos italianos", como las pinturas de Trecento. Entre sus pinturas más importantes se encuentran una Coronación de la Virgen de Lorenzo Monaco, una de las obras más grandes de la colección, tres paneles de predela con redondos de Cristo y santos de Fra Angelico, y un pequeño pero importante díptico de la Anunciación de Pesellino. Hay otros dos paneles predela de Lorenzo Monaco, y muchos otros paneles pequeños de maestros menos conocidos. Los trabajos posteriores del Renacimiento incluyen los de Il Garofalo, Sassoferrato, y hay una Asunción barroca de Francesco Solimena. Hay gran cantidad de páginas manuscritas iluminadas del taller del Maestro Boucicaut.
Las esculturas incluyen tres relieves finos de mármol del siglo XV de la Virgen y el Niño, el más significativo de Mino da Fiesole. Hay un panel de cubierta de libro de esmalte de Limoges, varios artículos Renacentistas de Limoges y varios pequeños marfiles góticos.

## Galería

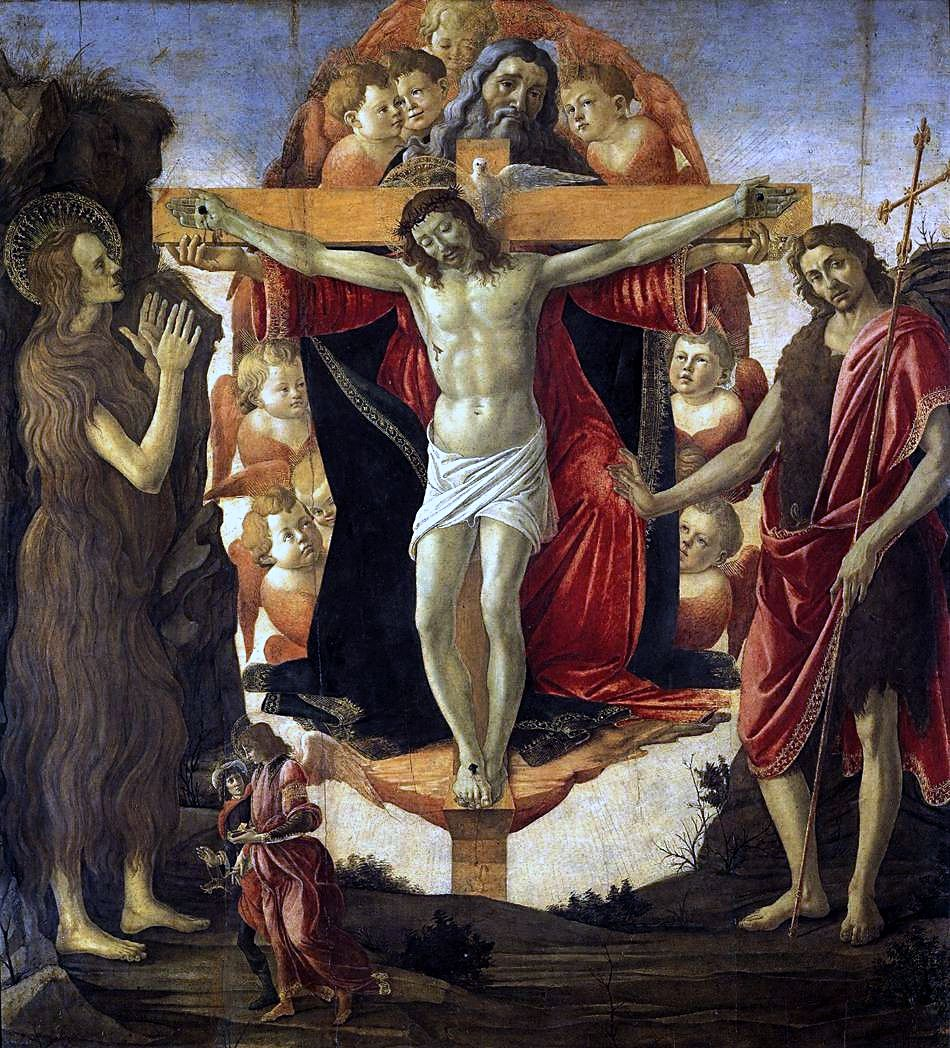
Sandro Botticelli, Trinidad con María Magdalena, Juan el Bautista y Tobías con el ángel (Pala della Convertite), 1491–1493.
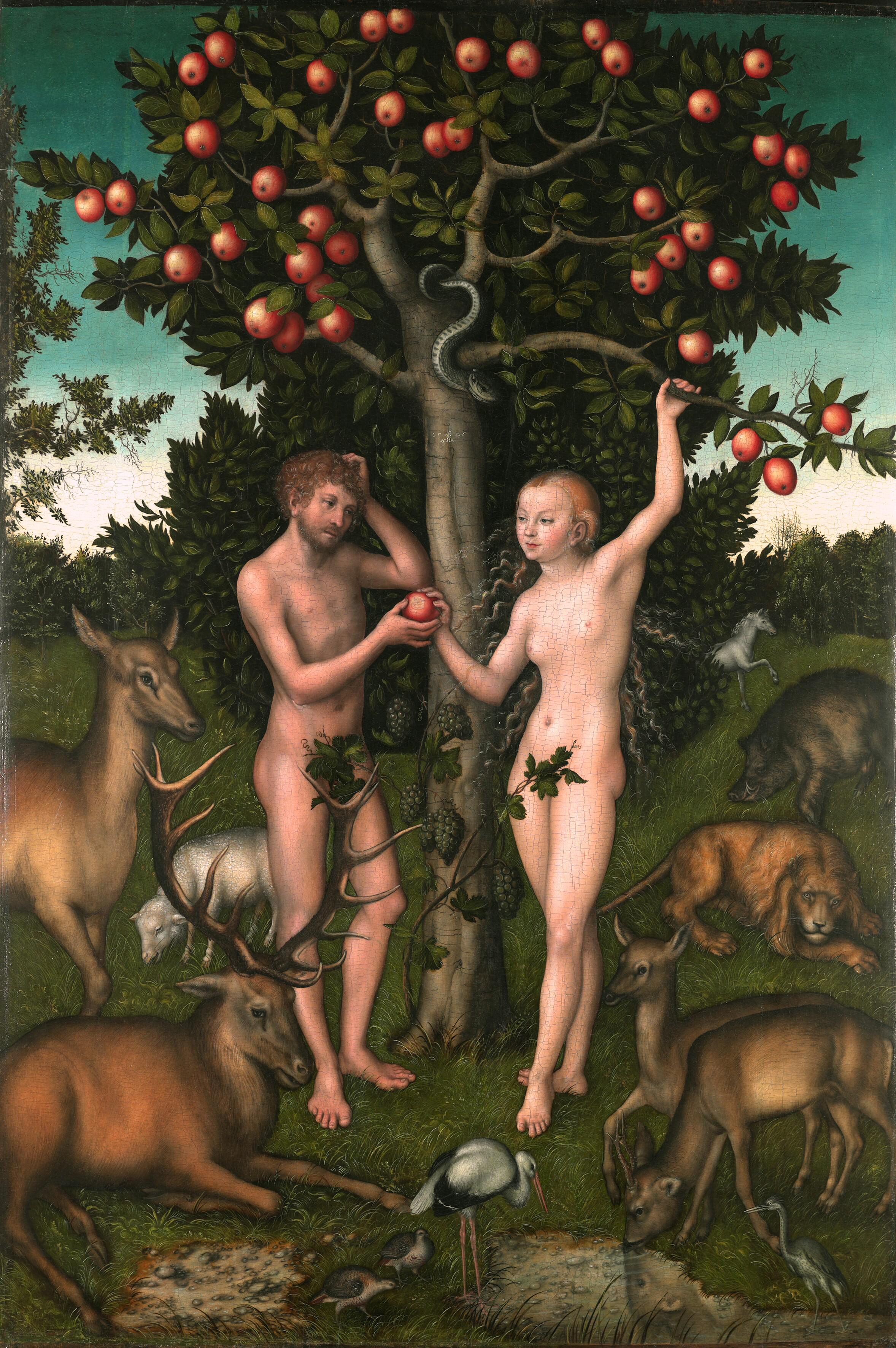
Lucas Cranach, Adán y Eva, 1526.
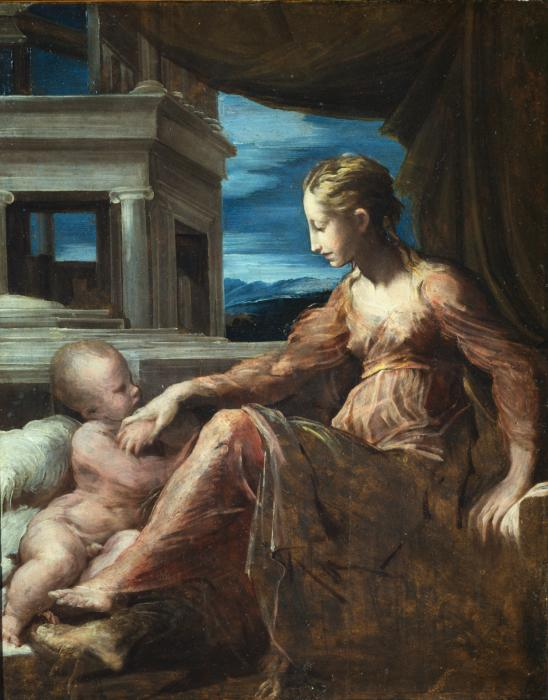
Parmigianino, Virgen con el Niño, 1525–1527.
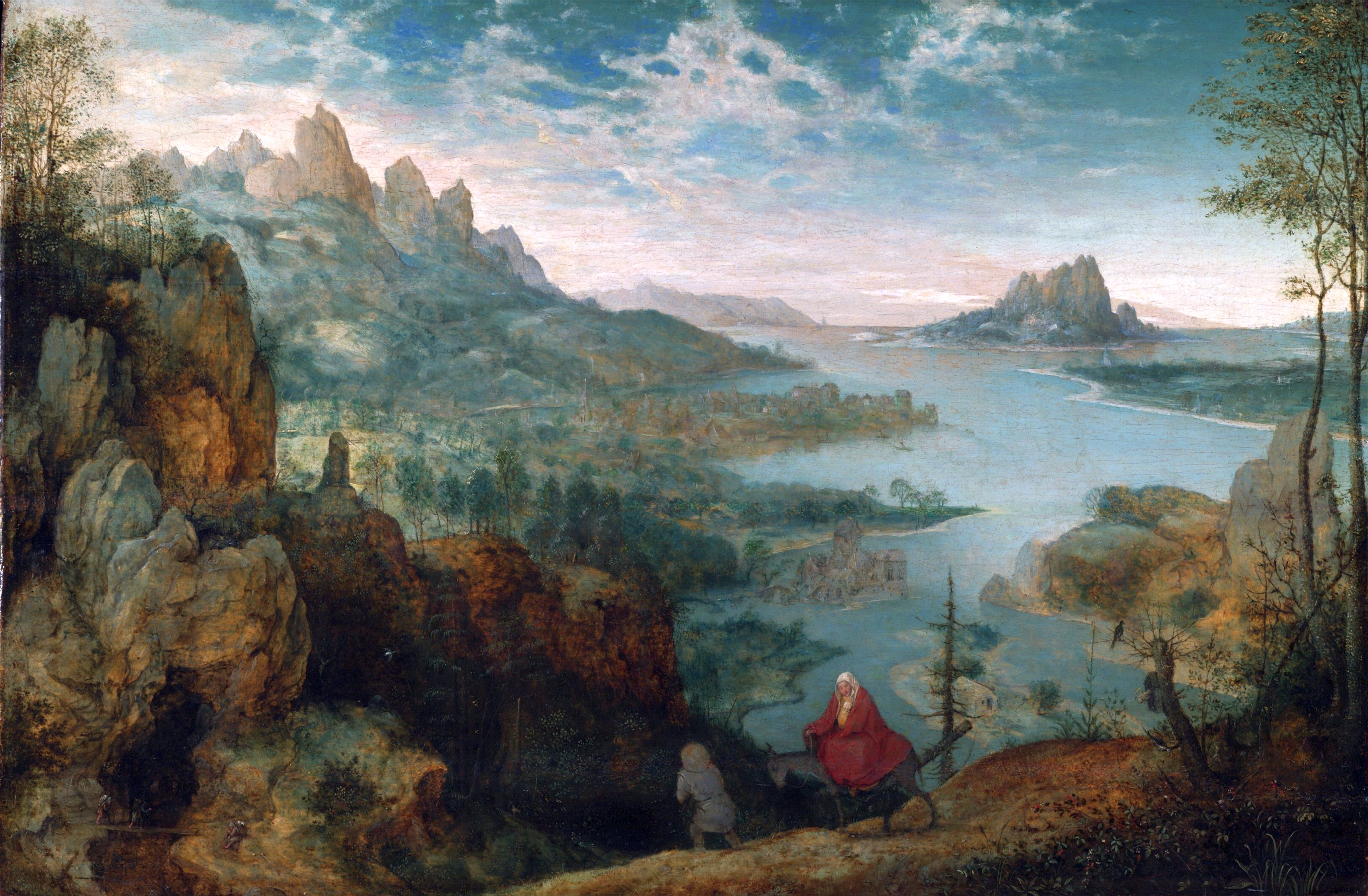
Pieter Bruegel el Viejo, Paisaje con la huida a Egipto, 1563.
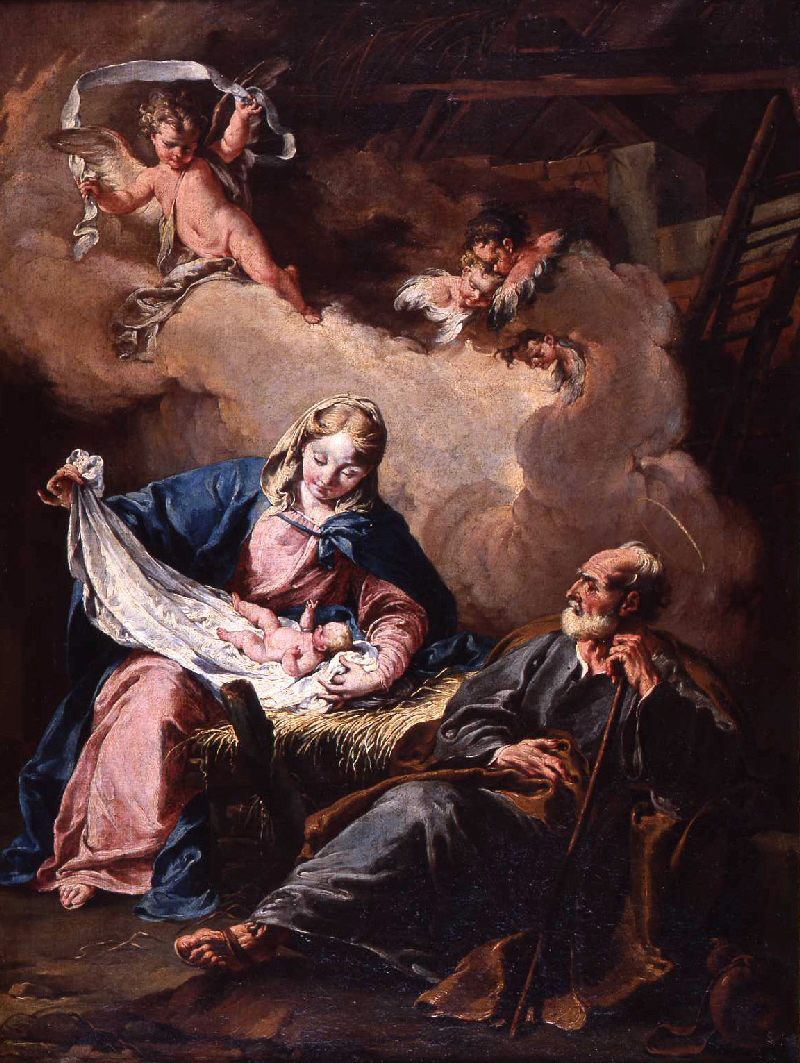
Giambattista Pittoni, La Sagrada Familia, 1730.
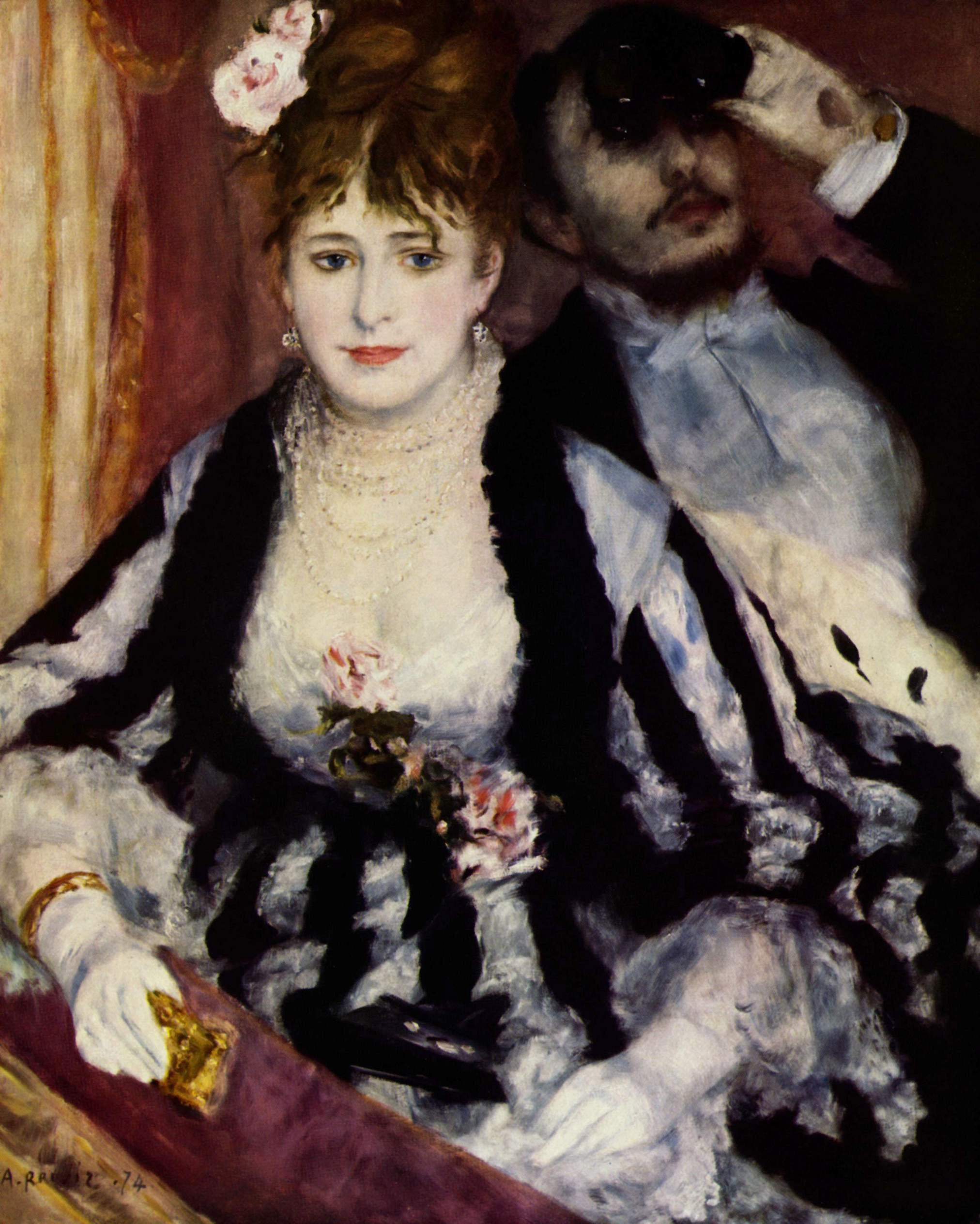
Pierre-Auguste Renoir, El palco, 1874.
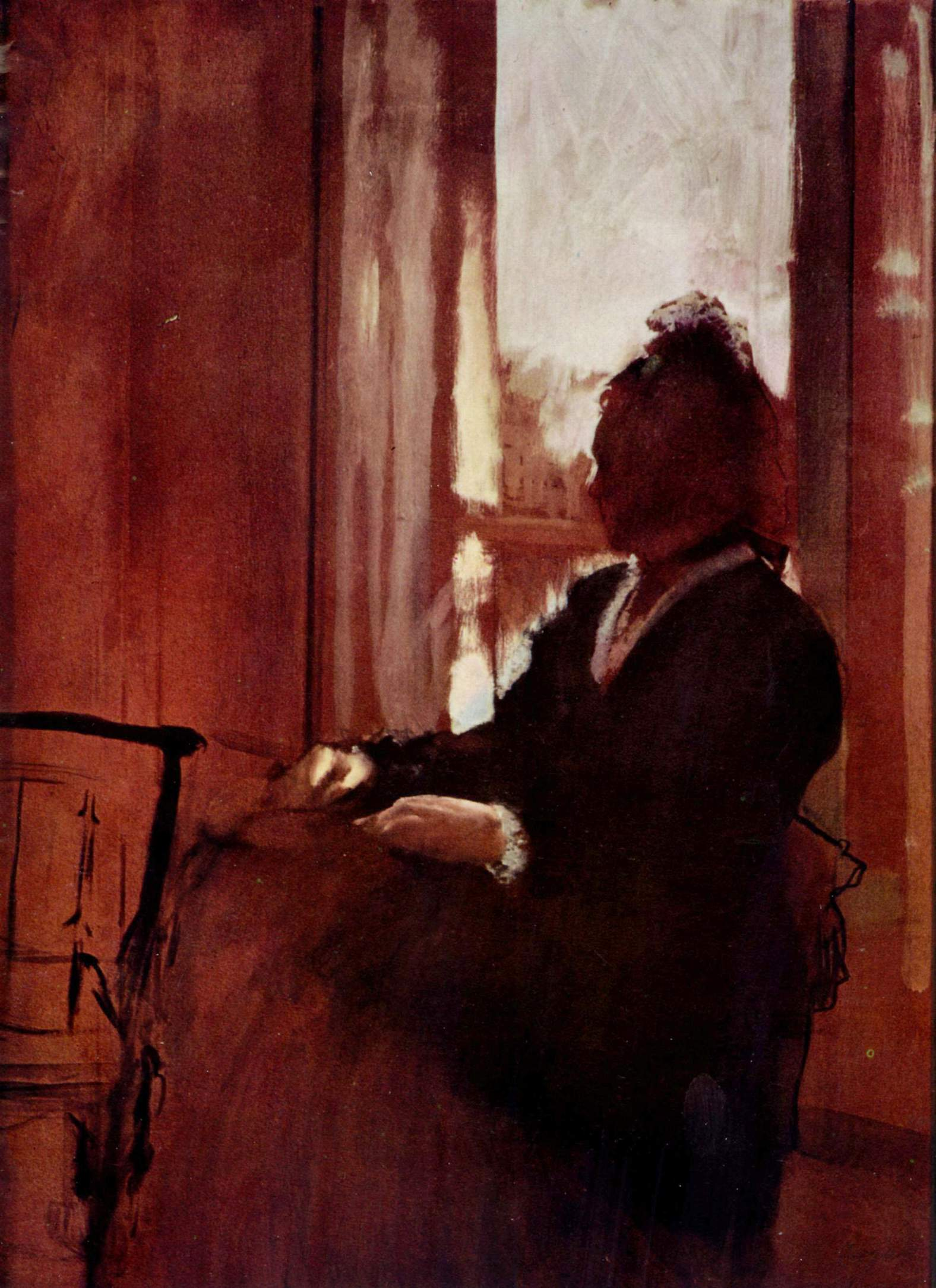
Edgar Degas, Mujer en la ventana, 1875–1878
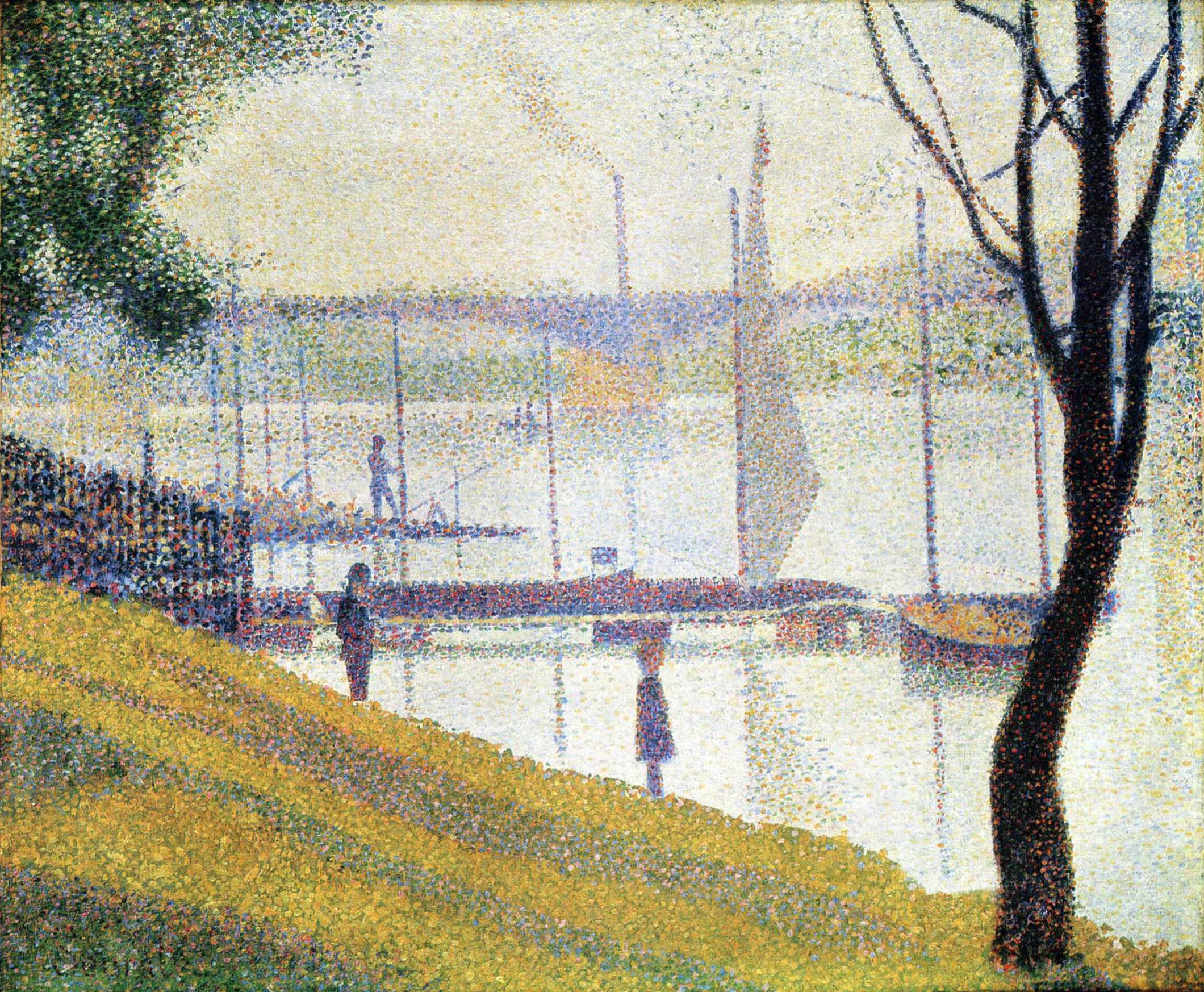
Georges Seurat, Puente de Courbevoie, 1886–1887.
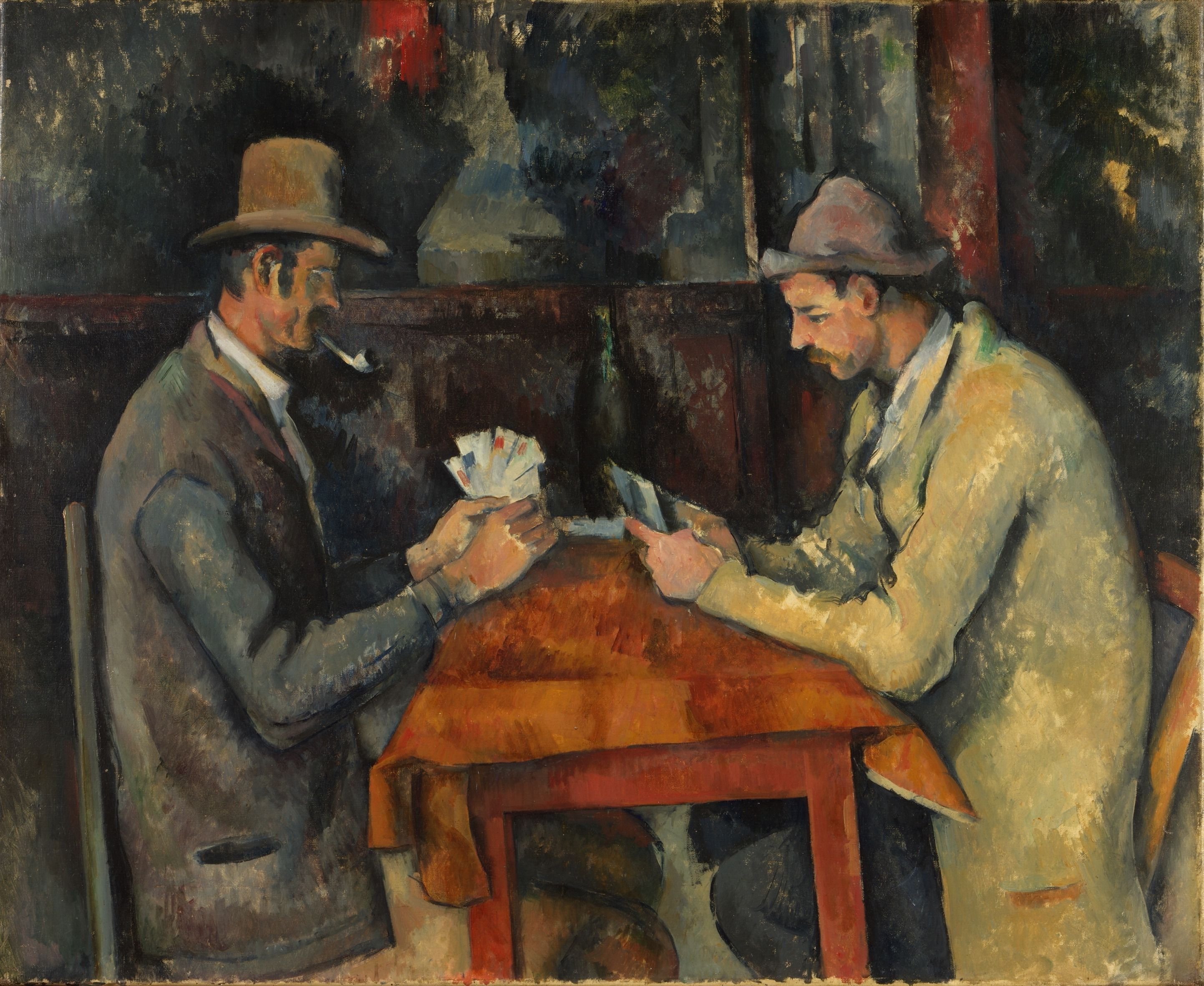
Paul Cézanne, Los jugadores de cartas, 1892–95.
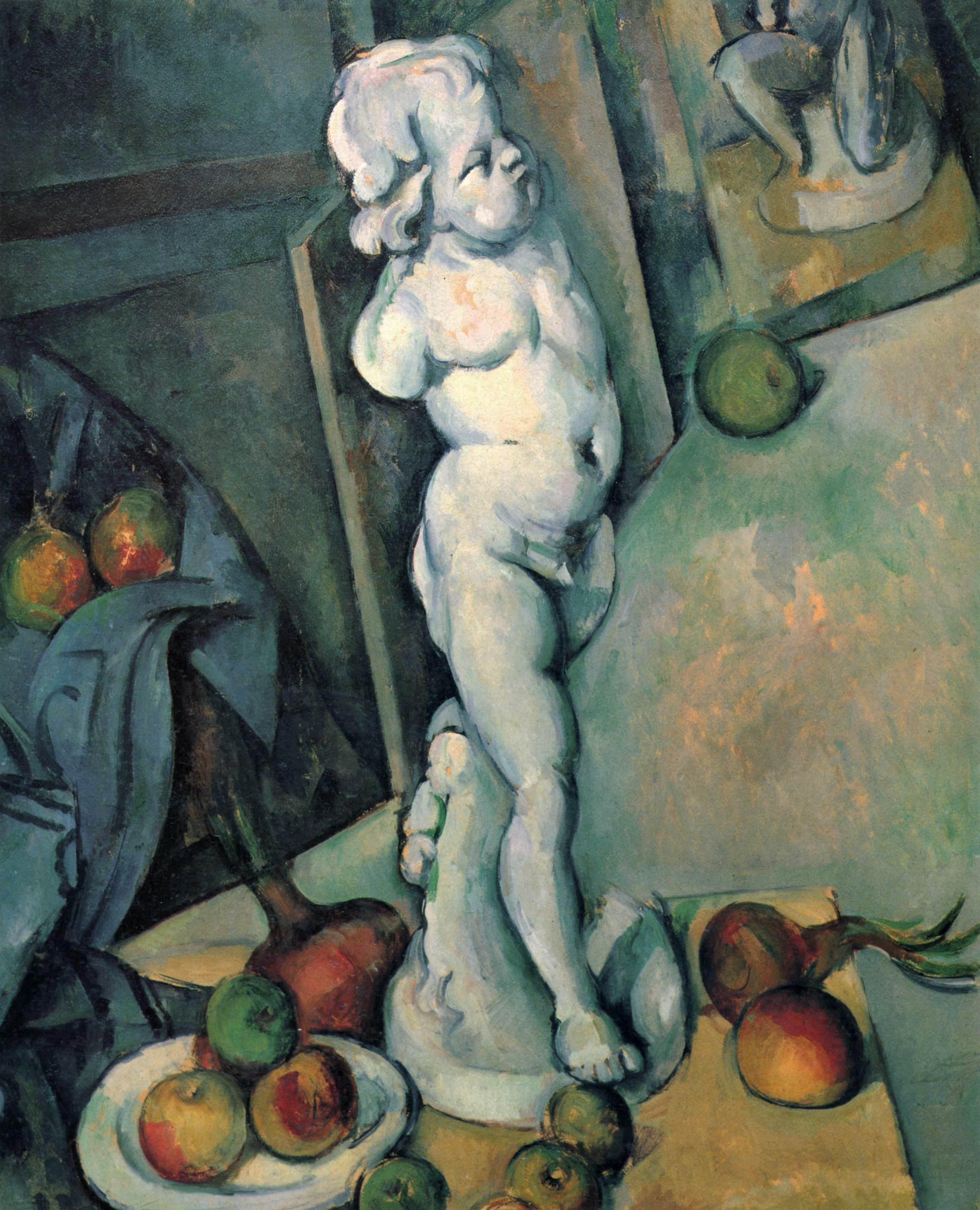
Paul Cézanne, Naturaleza muerta con querubín, 1895.
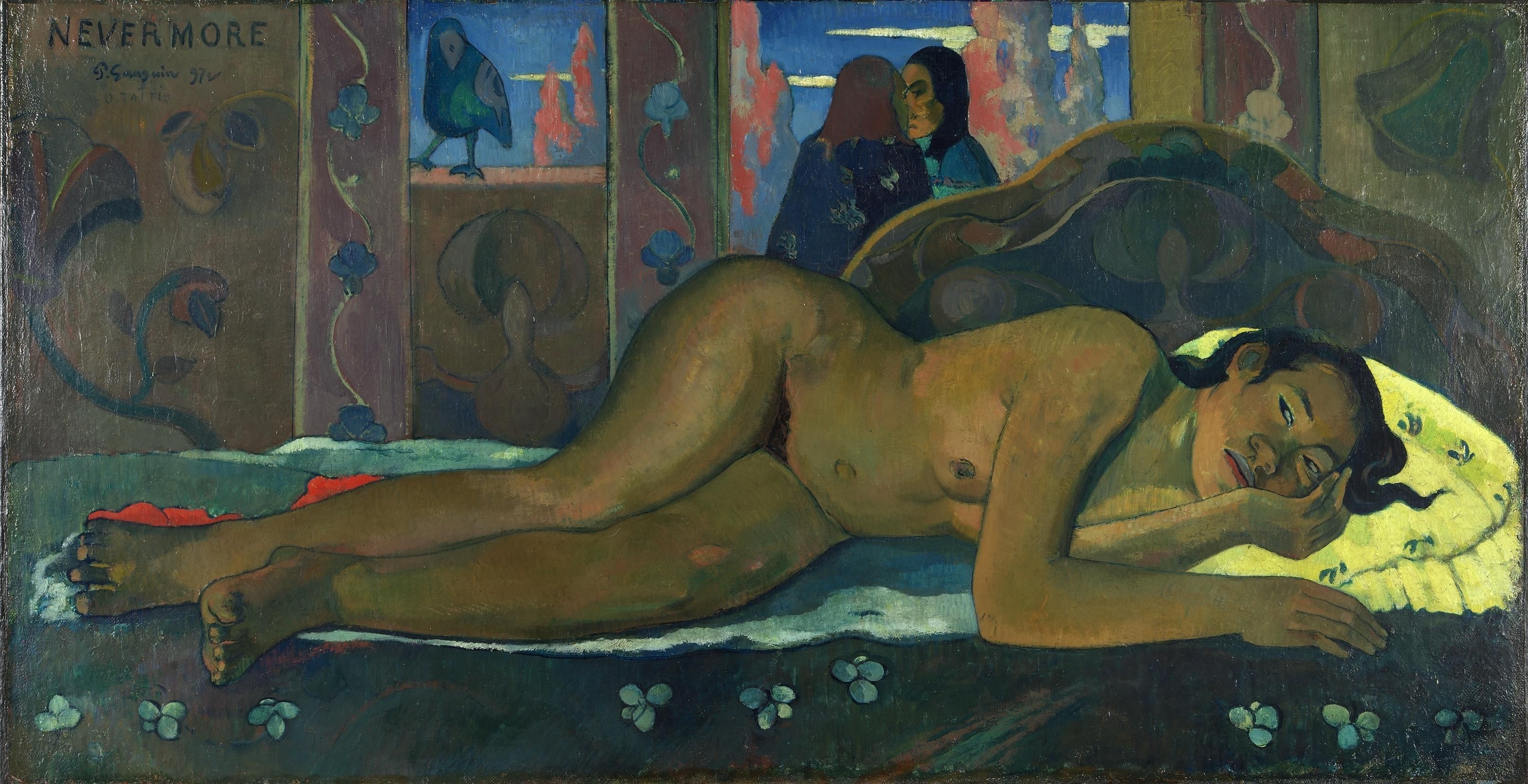
Paul Gauguin, Nevermore (O Taiti), 1897.
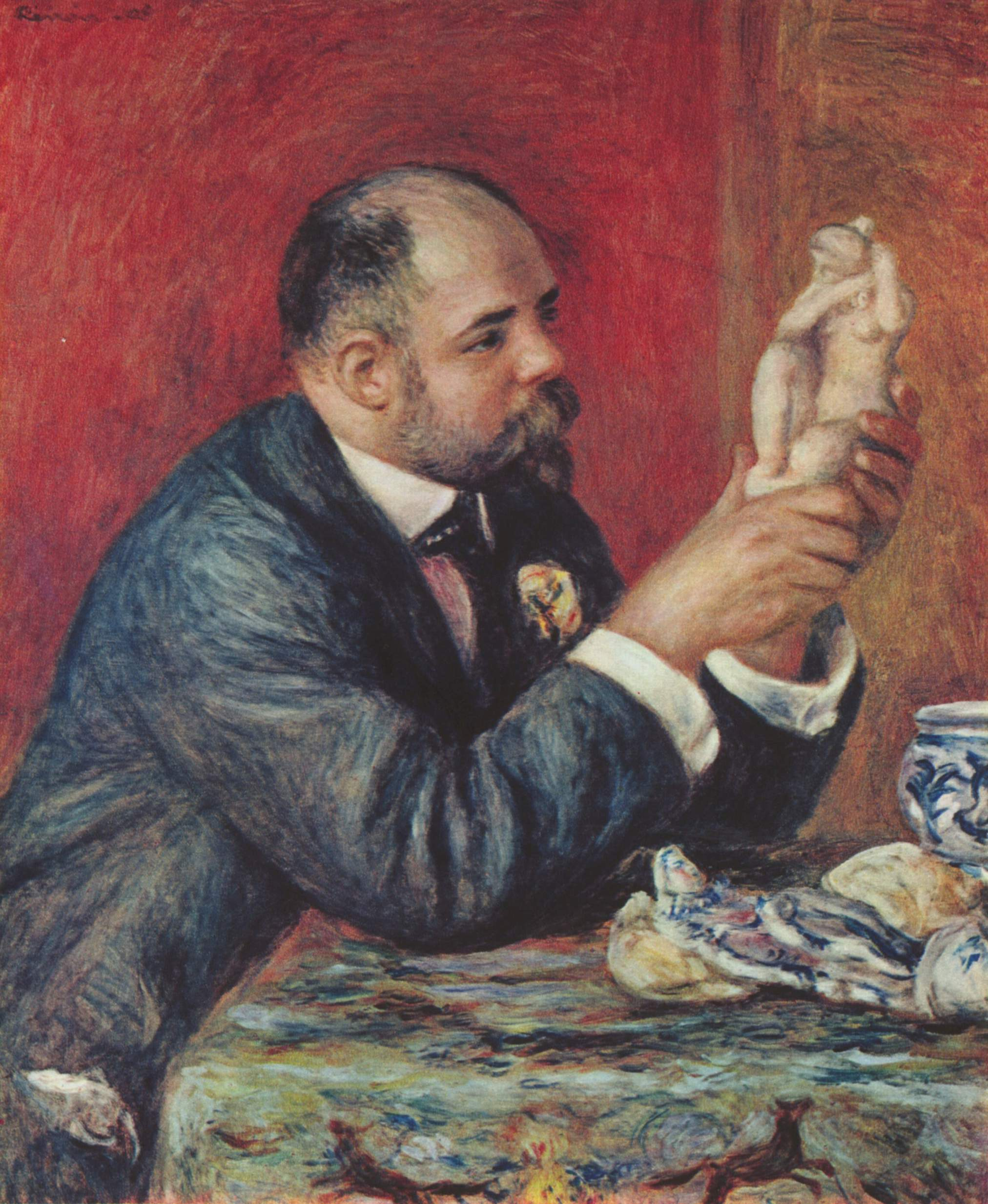
Pierre-Auguste Renoir, Retrato de Ambroise Vollard, 1908.
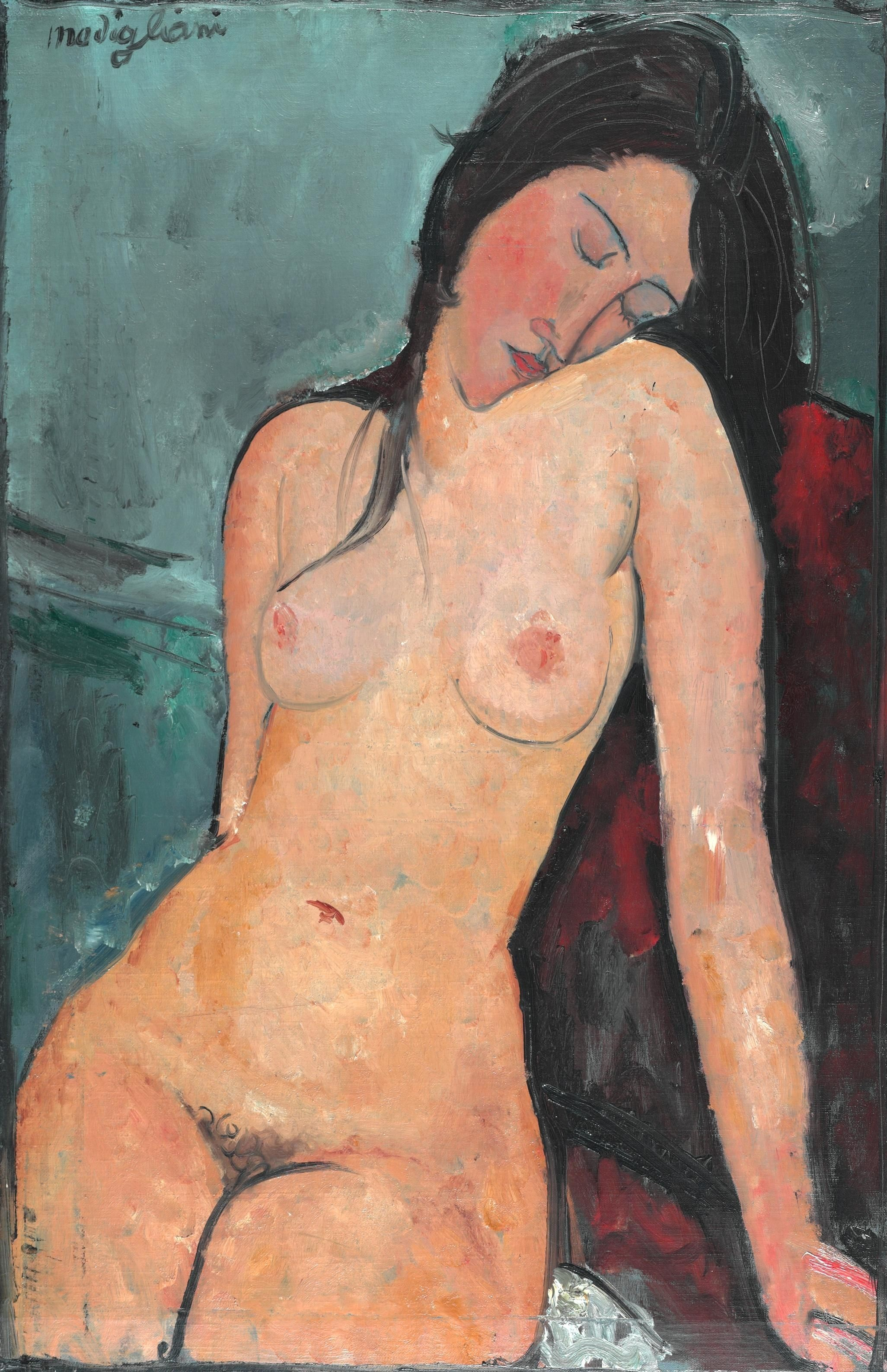
Amedeo Modigliani, Desnudo sentado, 1916.

## Recursos
El Courtauld publica una imagen en línea de la colección: http://www.artandarchitecture.org.uk/, que proporciona acceso a más de 40.000 imágenes, entre pinturas y dibujos de La Courtauld Gallery, y más de 35.000 fotografías de arquitectura y escultura de los de la Biblioteca Conway del Instituto. El sitio fue desarrollado con el apoyo del Fondo de Nuevas Oportunidades. 
Otro sitio web: http://admin.picturecabinet.com/login.php Archivado el 9 de febrero de 2018 en Wayback Machine. ofrece la venta de alta resolución de los archivos digitales de las pinturas, dibujos y grabados a los estudiosos, los editores y los organismos de radiodifusión, e impresiones fotográficas para el público en general.